# Rumlange
Ne doit pas être confondu avec Rumelange.
Rumlange (luxembourgeois : Rëmeljen) est une section de la commune luxembourgeoise de Wincrange située dans le canton de Clervaux.